# Uzi
Uzi (hebraisk: עוזי) er en israelsk serie af maskinpistoler. Det første våben i serien udviklede Uziel Gal sidst i 1940'erne. Uzi'er har været produceret af Israeli Military Industries, FN Herstal og andre.
Våbnet blev designet af Israel efter krigen mod de omkringliggende arabiske lande i 1948, kendt som Israels uafhængighedskrig. Designet var baseret på den tjekkiske CZ Model 25. Den israelske hær testede Uzi'en, og den blev godkendt foran andre mere konventionelle våben. Gal ville ikke have, at våbenet skulle opkaldes efter ham, men dette blev der ikke taget hensyn til.
Den første model kom i 1951 og blev brugt i kamp for første gang i 1956. Våbnet blev en kommerciel succes, og et antal forbedringer fulgte.
Uzi'en blev primært brugt til selvforsvar af styrker, som ikke var direkte i frontlinjen, samt af officerer, artilleri- og pansertropper og specialstyrker i frontlinjen. Uzi'ens kompakte størrelse og ildkraft viste sig yderst nyttig i rydningen af syriske bunkere og jordanske defensive positioner under Seksdageskrigen.
Mere kompakte varianter er blevet brugt af israelske specialstyrker indtil for nylig. I december 2003 erklærede det israelske forsvar, at de ville udfase våbenet fuldstændigt, men at produktionen ville fortsætte til kommercielle formål.
Over 90 lande har brugt våbnet i politi- eller militærstyrker.
- Wikimedia Commons har flere filer relateret til Uzi

| Våben | Spire Denne artikel om våben er en spire som bør udbygges. Du er velkommen til at hjælpe Wikipedia ved at udvide den. |